# Новоильинский (станция)
Новоильи́нский — станция Восточно-Сибирской железной дороги на Транссибирской магистрали.
Расположена в селе Новоильинск Заиграевского района Бурятии на 5736 километре Транссиба.

## История
Основана в 1900 году.
В 2012 году прекращено пригородное движение поезда Улан-Удэ — Горхон по Транссибирской магистрали. В 2014 году отменена электричка Улан-Удэ — Петровский Завод. С мая 2017 года возобновлено движение электропоезда Улан-Удэ — Петровский Завод (с мая по октябрь, дважды в неделю).

## Дальнее следование по станции
По графику 2020 года через станцию проходят следующие поезда дальнего следования:

### Круглогодичное движение поездов
| № поезда       | Маршрут движения          | № поезда       | Маршрут движения          |
| -------------- | ------------------------- | -------------- | ------------------------- |
| 7              | Владивосток — Новосибирск | 8              | Новосибирск — Владивосток |
| 11             | Владивосток — Самара      | 12             | Самара — Владивосток      |
| 207            | Владивосток — Новокузнецк | 208            | Новокузнецк — Владивосток |
| 321 "Баргузин" | Забайкальск — Иркутск     | 322 "Баргузин" | Иркутск — Забайкальск     |

## Пригородное сообщение по станции
| № поезда | Маршрут движения            | № поезда | Маршрут движения            |
| -------- | --------------------------- | -------- | --------------------------- |
| 6649     | Петровский Завод — Улан-Удэ | 6650     | Улан-Удэ — Петровский Завод |
| 6651     | Петровский Завод — Улан-Удэ | 6652     | Улан-Удэ — Петровский Завод |